# Vinea (belegeringswerktuig)

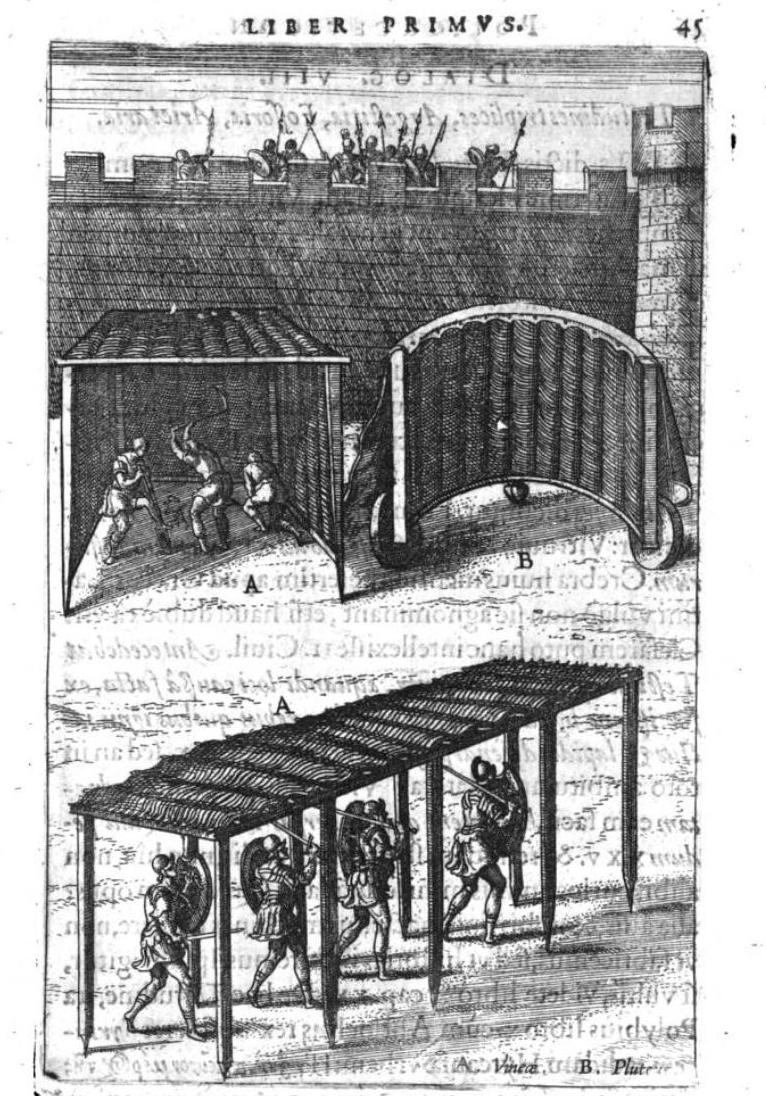
2 vineae en een pluteus, een rolscherm.

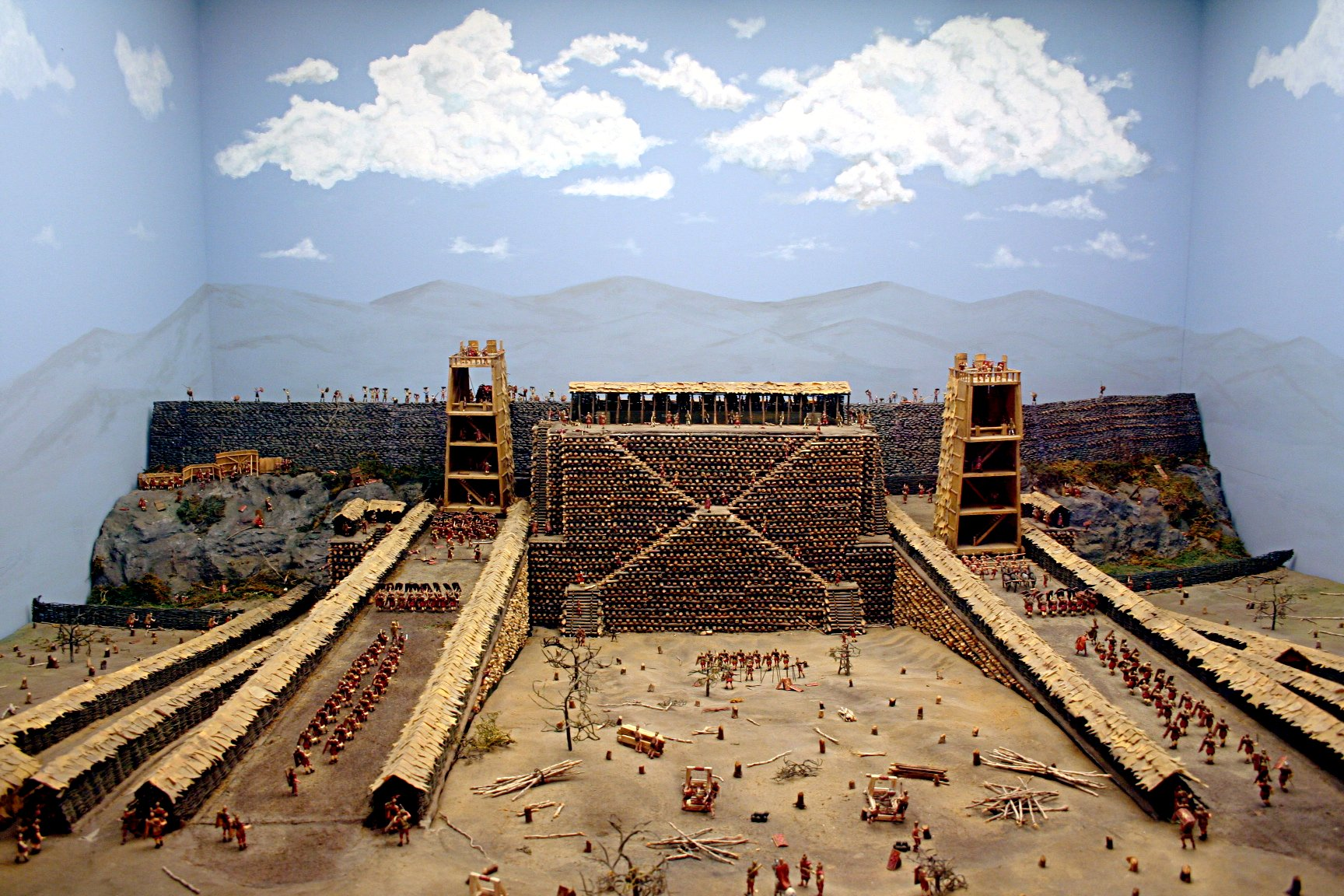
Maquette van de slag bij Avaricum met rijen aaneengesloten vineae.

Een vinea was een Romeins schutdak dat door legionairs werd gebruikt om een vijandelijke vesting te kunnen naderen zonder last te hebben van pijlen van boogschutters, stenen en brandbare materialen waar de vijand hen vanaf de muren mee bestookte.

## Beschrijving
Een vinea was gemaakt van een lichte houtconstructie, meestal ongeveer 2½ meter breed, 5 meter lang en 2 meter hoog. Het dak bestond uit een dubbele laag planken en gevlochten twijgen. De zijkanten bestonden uit vlechtwerk van twijgen om bescherming te bieden tegen vijandige projectielen. De gehele buitenkant was bekleed met vers gevilde huiden en natte brandwerende dekens om te voorkomen dat brandpijlen schade aanrichtten. De schutdaken stonden op palen, waaraan de legionairs de vineae optilden om deze aaneengeschakeld in een rij naar de vijandelijke muur te verplaatsen.
De Carthaagse generaal Hannibal zette in 218 v.Chr. vineae in tijdens het beleg van Saguntum, het begin van de Tweede Punische Oorlog. Julius Caesar gebruikte in 56 v.Chr. tijdens de Gallische Oorlog vineae om een belegerde stad te kunnen naderen. Met behulp van deze schut- of stormdaken konden de Romeinen ongehinderd verdedigingsgrachten dempen of muren ondermijnen.
Het Romeinse leger gebruikte ook een zwaardere variant van de vinea, die bescherming bood tegen zwaardere projectielen. Deze beschermingsconstructie met wielen werd testudo "schildpad" genoemd en leek wel wat op de kat uit de middeleeuwen. Een zeer zwaar gepantserde lagere en smallere constructie, die op boomstamrollers naar de muur werd geschoven, werd musculus genoemd. Deze werd onder de dekking van een vinea gebouwd.

## Etymologie
Vinea is de Latijnse benaming van wijngaard en is afgeleid van het woord vīnum "wijn". Het woord vinea werd ook gebruikt om een met wijnranken begroeid prieel mee aan te duiden, dat bescherming tegen de zon bood. De Romeinse militaire schutdaken kregen dezelfde naam.